# 江苏省南京监狱
江苏省南京监狱，位于江苏省南京市雨花台区铁心桥街道宁双路9号，是江苏省人民政府司法厅监狱管理局的直辖监狱之一。其前身是1905年成立的“江宁罪犯习艺所”。过去该监狱曾长期设在南京市老虎桥32号，所以当时俗称“老虎桥监狱”。

## 沿革
清朝光绪末年，清政府在全国范围内开展了监狱改良运动，1905年派江宁府知府许星碧等人参考日本监狱制度及天津习艺所规模，在南京城内进香河东侧的老虎桥创建江宁罪犯习艺所，1907年建成。该习艺所收押已定罪的充军犯、流放犯，以及判处徒刑的军犯及其他罪犯。宣统元年（1909年）改为“江南模范监狱”，规模进一步扩大，除收容江苏省犯人外，还收容安徽省、浙江省等地的犯人。
中华民国成立后，1915年更名为“江苏江宁监狱”。北洋政府时期，1917年又改为“江苏第一监狱”。北洋政府时期，江苏省有三大监狱：江苏第一监狱即本监狱，江苏第二监狱在上海，江苏第三监狱在苏州。
1927年4月18日南京国民政府成立后，本监狱由国民政府司法部管辖，仍称“江苏第一监狱”，主要关押刑事犯，也关押部分军事犯及政治犯。1928年8月第一陆军监狱建成后，军事犯转移出去。但第一陆军监狱以及后来成立的中央军人监狱无女监，所以中国各地押到南京的女政治犯，判刑后都关押在江苏第一监狱。
1935年11月7日奉江苏高等法院令，该监狱曾更名，而将位于苏州的江苏第三监狱改称江苏第一监狱。1937年，本监狱复名江苏第一监狱。
1937年日军占领南京后，该监狱原址设敌军俘虏收容所。1942年10月，敌军俘虏收容所所长森田中尉将俘虏百余人送往中山门中央医院内的支那防疫给水部，供注射细菌活体实验用。1945年抗日战争胜利，该所由国民政府司法行政部接管，改为中国战区日本官兵善后总联络部拘禁所，同年又改名为“首都监狱”，第一任典狱长是徐崇文。当时监房共172间，可容纳犯人3000名，规模达到历史鼎盛。
中国人民解放军攻占南京后，1949年5月10日，该监狱由南京市军管会接管，1949年6月7日更名为“南京市人民法院监狱”，首任典狱长是武士魁。1955年，该监狱更名为“江苏省第一监狱”。1992年更名为“江苏省南京监狱”。1999年3月，按照中共江苏省委、江苏省人民政府的统一规划并经中华人民共和国司法部同意，本监狱整体搬迁至宁双路9号的新址。2000年7月4日，位于老虎桥的该监狱原建筑被拆除。
江苏省南京监狱是中华人民共和国司法部命名的“优秀特殊学校”、“现代化文明监狱”，江苏省司法行政系统首批“规范执法合格单位”。2012年，成为江苏省第一家获中共江苏省委宣传部、江苏省依法治省领导小组办公室、江苏省司法厅、江苏省文化厅等七个部门联合命名为“省级法治文化建设示范点”的监狱单位。2013年，江苏省南京监狱八监区被司法部、团中央授予“全国青年文明号”。2009年，本监狱印刷出版《南京监狱志》，成为江苏省首部监狱专志。

## 医疗及服务设施
2010年代，江苏省南京监狱每层监舍的中间区域，设有一个文化活动场所，其中有一台大电视，旁有摆放着图书的书架。每间监舍都设有民警负责。
江苏省南京监狱探索实行“分级管理法”。2000年代初，本监狱已设有准许夫妻同居的“特优会见室”，凡是管理等级为A级的犯人都有机会享受。
江苏省南京监狱的服刑人员每天都要参加8小时劳动，主要是操作机器编织羊毛衫。监区文化活动楼里，设有美术、音乐等兴趣班，服刑人员可报名学习。
本监狱设有江苏省南京监狱医院。2014年12月22日，南京明基医院和南京监狱举办的“南京明基医院南京监狱分院”揭牌仪式在南京监狱举行。南京监狱医院成为南京明基医院首个对外帮扶的分院。2015年4月，南京明基医院专家首次入监门诊。

## 监狱企业
江苏省南京监狱的监狱企业是江苏南京天方服饰有限公司，主要产品是羊毛衫。

## 历任监狱长
- 马衡（马起权）（1927年8月-1928年5月）[19]
- 徐崇文（1945年-？）
- 武士魁（1949年6月-？）
- 高如军（？-2014年1月22日）[20]
- 胡玉卓（2014年1月22日-）

## 著名犯人
中华民国南京国民政府期间，本监狱以关押政治犯出名。曾先后关押在这里的政治犯大致有三类：第一类是被中华民国国民政府逮捕的中国共产党人及国际共产党人，例如何宝珍（刘少奇妻子）、帅孟奇、钱瑛、耿建华、夏之栩、牛兰夫妇、杨锡海（原武进电气工会书记）、高文华（原共青团无锡县委书记）、郭纲琳等。第二类是社会知名人士，例如陈独秀。第三类是汉奸，例如周作人、周佛海、梅思平、丁默村、胡逸民。
1935年4月15日，隶属中央特科“红色打狗队”的龚昌荣（邝惠安）、赵轩、孟华庭、祝金明等从上海解至南京，先押在宪兵司令部看守所，后带到江苏第一监狱后面空地绞决。
1949年，篆刻家、中国民主社会党南京党部成员石学鸿拒绝了中国民主社会党负责人钱均田一起去台湾的邀请，决定留在南京。石学鸿过去的同事孔君卫随国民党去了台湾，而孔君卫的妻子和一双子女却留在南京，于是石学鸿制作了个假公章，伪造了一份允许离南京赴台湾的批准文件，使孔君卫的妻子和子女成功赴台湾。不久事发，石学鸿被判处无期徒刑，关押在南京老虎桥监狱，后转押龙潭监狱，直到1981年才获释。后成为江苏省文史研究馆馆员、文化名人。
马衡是南京国民政府时期江苏第一监狱的第二任典狱长。马衡的外孙汪有真是香港人，1997年至1998年伙同他人诈骗江苏外运公司，2001年2月21日被南京市中级人民法院以诈骗罪判处无期徒刑，在江苏省南京监狱服刑。

## 延伸阅读
- 南京监狱志，2009年